# Liste der Gedenktafeln in Berlin-Mariendorf
Die Liste der Gedenktafeln in Berlin-Mariendorf enthält die Namen, Standorte und, soweit bekannt, das Datum der Enthüllung von Gedenktafeln.
Die Liste ist nicht vollständig.

## Mariendorf
| Bild | Name                                                 | Standort                               | Datum der Enthüllung |
| ---- | ---------------------------------------------------- | -------------------------------------- | -------------------- |
|      | Die Auferstehung                                     | Eisenacher Straße 62                   |                      |
|      | Askania Werke                                        | Großbeerenstraße 2                     |                      |
|      | Baugenossenschaft Vertriebener                       | Rathausstraße 69                       |                      |
|      | DP-Lager                                             | Eisenacher Straße 44                   |                      |
|      | Edward Drory                                         | Altes Gaswerk Mariendorf               |                      |
|      | Flug 07G37                                           | Körtingstraße 45                       |                      |
|      | Immaterielles Erbe Friedhofskultur                   | Reißeckstraße 14                       |                      |
|      | Fußballroute Berlin, Sportplatz an der Rathausstraße | Rathausstraße 10a                      |                      |
|      | Fußballroute Berlin, Union 92 Sportplatz             | Rathausstraße 10a                      |                      |
|      | Fußballroute Berlin, Viktoria-Platz                  | Eisenacher Straße 21                   |                      |
|      | Fußballroute Berlin, Viktoria-Platz                  | Eisenacher Straße 21                   |                      |
|      | Gaswerk Mariendorf                                   | Lankwitzer Straße 48                   |                      |
|      | Johann II.                                           | Mariendorfer Damm 30                   |                      |
|      | Jochen Klepper                                       | Rathausstraße 28                       |                      |
|      | Friedrich Küter                                      | Alt-Mariendorf 53                      |                      |
|      | Seebad Mariendorf                                    | Ullsteinstraße 159                     | 29. November 2024    |
|      | Gerda Szepansky und Wolfgang Szepansky               | Gerda-und-Wolfgang-Szepansky-Promenade |                      |
|      | 308 Wohnungen                                        | Bosporusstr 26                         |                      |